# Дженіс Ренд
Дженіс Ренд — вигаданий персонаж американського науково-фантастичного телесеріалу «Зоряний шлях: Оригінальний телесеріал» протягом першого сезону, а також трьох фільмів «Зоряний шлях». Вона є капітанським йоменом на борту USS Ентерпрайз (NCC-1701), вперше з'явилася в епізоді «Пастка для людини». Вона зіграла значні ролі в епізодах «Ворог зсередини», де Дженіс відбивається від злої версії капітана Джеймса Т. Кірка; «Чарлі Ікс», де в неї закохується молодий чоловік із божественною силою. У «Мірі» вона заражається смертельною хворобою під час відрядження, і її викрадають заздрісні діти.

## Про персонаж
Роль Ренд зіграла американська акторка Грейс Лі Вітні, яка раніше працювала із творцем «Зоряного шляху» Джином Родденберрі в «Лейтенанті» та «пілоті» створеного ним серіалу «Поліцейська історія». Вїтні в ролі Ренд брала участь у розкручуванні «Зоряного шляху» до того, як серіал вийшов в ефір, але не з'явилася в перших двох пілотних версіях. Родденберрі пояснив Вітні роль Ренд, зазначивши, що вони з Кірком повинні відчувати почуття один до одного, але ніколи не виказувати. Наприкінці першого сезону Вітні звільнили від контракту. Офіційне пояснення полягало в тому, що виробнича команда хотіла звільнити Кірка від стосунків з іншими жінками (але насправді це було необхідно, оскільки серіал перевищував бюджет і було прагнення скоротити витрати).
Після того, як Вітні знову познайомили із «Зоряним шляхом» через з'їзди, вона зв'язалася з Родденберрі, який хотів включити її у новий серіал, що розроблявся на той час — «Зоряний шлях: Фаза II». Згодом цей серіал було скасовано, але Ренд знову з'явилася у фільмі «Зоряний шлях: Фільм». Вїтні також з'явилася в ролі Ренд у фільмах «Зоряний шлях 4: Подорож додому» та «Зоряний шлях 6: Невідкрита країна». Також знялася у сценах епізоду «Зоряний шлях: Вояджер» «Флешбек», події якого відбуваються в останньому фільмі. Вїтні також з'явилася в ролі Ренд у фан-серіалі «Зоряний шлях: Нові подорожі» і «Зоряний шлях: про богів і людей», а Ренд також зображала Меган Кінг Джонсон у «Нових подорожах».
До початку «Оригінального серіалу» Вітні була задіяна для просування серіалу та мала популярність в ЗМІ. Пізніше критики назвали персонажа стереотипним у її перших появах, але розширення ролі у «Флешбеку» було схвалено.

## Задум і розвиток
У перших епізодах оригінального серіалу Дженіс Ренд є інтендантом капітана Джеймса Тіберія Кірка на кораблі «Ентерпрайз NCC-1701». На службу в «Ентерпрайзі» Ренд вступила 2266 року. З капітаном Кірком Дженіс пов'язують суперечливі почуття: натяки на їх близькість показані в серіях «Час оголитися», «Ворог зсередини» і «Мірі», найбільш очевидним посиланням на це є розпитування Дженіс Споком, Кірком і Маккоєм після нападу на неї двійника капітана у серії «Ворог зсередини».
Загалом Дженіс Ренд з'являється у 8 епізодах «Оригінального серіалу». Потім вона фігурує у повнометражному фільмі «Зоряний шлях: Фільм» як оператор транспорту та йомен. Наступна поява Ренд відбувається в «Зоряному шляху 4: Подорож додому», де була підвищена до старшини і перебувала в Сан-Франциско разом із старшою медсестрою Крістін Чапел. Також цього персонажа є можливим побачити у фільмах «Зоряний шлях 6: Невідкрита країна» та у 44-му епізоді серіалу «Зоряний шлях: Вояджер». Грейс Лі Вітні була помічена в епізодичній ролі у фільмі «Зоряний шлях 3: У пошуках Спока». «Мірі» став останнім епізодом оригінального серіалу, в якому Дженіс Ренд виступає одним із ключових персонажів. Епізод «Рівновага страху» стає останнім, в якому з'являється персонаж і акторка Грейс Лі Вітні.
Причини видалення Ренд із серіалу залишаються незрозумілими, хоча найчастіше згадується, що персонаж служив для романтичних стосунків із капітаном Кірком. Автор серіалу Джин Родденбері пояснює це простим бюджетним скороченням. Ще однією причиною могло стати зловживання алкоголем актриси, про що згадується в деяких джерелах, хоча сама Грейс Лі Вітні в автобіографії це спростовує. За словами Вітні, у першому сезоні гарантовану участь в кожному епізоді мали тільки Вільям Шетнер і Леонард Німой.

## Культурний вплив
Вонда Мак-Інтайр у романі «Ентерпрайз: Перша пригода» (Enterprise: The First Adventure) припускає, що Дженіс Ренд збрехала про свій реальний вік, щоб опинитися на борту «Ентерпрайза» й на момент початку п'ятирічної місії їй було всього 17 років.
У романі Пітера Девіда «Капітанська дочка» (The Captain's Daughter) Ренд зізнається капітану Сулу, що залишила Зоряний флот через її дочку Енні. Батьком дитини був офіцер Зоряного флоту, який ніколи не знав про дочку. Енні померла у віці 2 років, й після цієї сумної події Дженіс повернулася на службу.